# بوته‌مرغ
بوته‌مرغ‌ها پرندگانی خجالتی، مخفی‌کار و ساکن زمین از خانواده Atrichornithidae هستند. این خانواده تنها دو گونه (زیست‌شناسی) دارد. بوته‌مرغ حنایی کمیاب است و دامنه زیستی بسیار محدودی دارد، در حالی که بوته‌مرغ پرسروصدا آن‌قدر نادر است که تا سال ۱۹۶۱ تصور می‌شد منقرض شده باشد. هر دو گونه بومی استرالیا هستند.
خانواده بوته‌مرغ‌ها بسیار باستانی است و تصور می‌شود که نزدیک‌ترین خویشاوندان آن‌ها چنگ‌مرغ‌ها، و احتمالاً مرغ کریچ‌سازها و دارخزکان استرالزی باشند. این چهار خانواده همگی ریشه در واگرایی کلاغان (corvid radiation) در منطقه استرالیا (قاره) دارند.
جمعیت بوته‌مرغ پرسروصدا در سال ۱۹۶۲ حدود ۴۰ تا ۴۵ پرنده تخمین زده شد. تلاش‌های حفاظت حیات وحش منجر به افزایش جمعیت این گونه به حدود ۴۰۰ پرنده در اواسط دهه ۱۹۸۰ شد و پس از آن، این پرنده به چندین منطقه دیگر نیز بازگردانده شد، اما همچنان در وضعیت در خطر انقراض باقی ماند. تا سال ۲۰۰۲، جمعیت این گونه به حدود ۱۲۰۰ پرنده بازیابی شد.

## توصیف
پرندگان هر دو گونه تقریباً به اندازه یک سار معمولی هستند (تقریباً ۲۰ سانتی‌متر طول) و به رنگ‌های قهوه‌ای و سیاه کدر که با محیط اطراف استتار می‌کنند، دیده می‌شوند. این پرندگان در زیر گیاهان متراکم زندگی می‌کنند: بوته‌مرغ حنایی در جنگل‌های بارانی معتدله نزدیک مرز کوئینزلند و نیو ساوت ولز و بوته‌مرغ پرسروصدا در بوته‌زارها و دره‌های درختچه‌ای در مناطق ساحلی استرالیای غربی. آن‌ها در زیر پوشش گیاهی به‌طور ماهرانه مانند موش‌ها می‌خزند تا از دید پنهان بمانند. آن‌ها سریع می‌دوند، اما پروازشان ضعیف است.
صدای نرها، با این حال، بسیار قدرتمند است: صدایی زنگ‌دار و فلزی با خاصیت تغییر مکان صدا، به‌طوری که حتی از فاصله‌های دور در میان بوته‌های متراکم شنیده می‌شود و از نزدیک به قدری بلند است که ممکن است برای شنونده آزاردهنده باشد. ماده‌ها لانه‌های گنبدی شکل در نزدیکی سطح زمین می‌سازند و مسئولیت پرورش جوجه‌ها به‌طور کامل بر عهده آن‌ها است.